# Lista de personagens de Veronica Mars
Esta é uma lista dos personagens da série Veronica Mars.

## Elenco Completo

### Regulares

#### Veronica Mars
É a personagem que dá nome a série de televisão Veronica Mars. É interpretada pela atriz Kristen Bell. Veronica, além de estudante é investigadora particular com seu pai.
Segundo Rob Thomas, o criador da série, Veronica nasceu em agosto. Como é constatado na série Veronica é filha de Keith Mars e Lianne Mars.
Na 1ª temporada, Veronica é muito falada na escola, segundo Wallace: "Nem sabes o que dizem de ti, miúda." No entanto, Veronica nem parece preocupar-se muito com o que os outros dizem (ou faz de conta que não). Desde que Lilly morreu e a mãe foi-se embora, Veronica mudou muito, tanto fisicamente como na personalidade. Veronica continuava a ser uma rapariga doce, mas tentava esconder isso dos outros. Lá pro fim da temporada, ela consegue realizar metade dos seus sonhos (resolver o homicídio de Lilly e tirar a limpo a história da violação) e ainda descobre alguns segredos, além de conseguir resolver a sua vida amorosa. Esta altura da sua vida é muito importante para Veronica, porque consegue ter alguns amigos e começa a marcar pontos com o resto da malta de Neptune High.

##### Acontecimentos
Veronica perdeu sua melhor amiga, Lilly Kane, enquanto namorava Duncan Kane. No ano mesmo, drogada e estuprada Foi Uma festa em. Começou a Investigar estupro Seu e solucionar Para muitos casos, inclusive, o homicídio da amiga, e, Além de ajudar Colegas da escola.
Teve relacionamentos amorosos com Duncan Kane, Troy Vandegraff, Léo d'Amato, Logan Echolls e Piz "Stosh" Piznarski.

##### Vida de Detetive
Desde que seu pai se transformou em um investigador particular, Veronica tem um trabalho pós-escola como secretária na Mars Investigations, enquanto estuda Matemática. Embora é proibida frequentemente de segurar determinados casos, ela quebra seus limites e às vezes resolve completamente o caso antes de seu pai. No alto disso, é a investigadora particular do  Neptune High, descobrindo qualquer coisa sobre hackers de computador, sujeiras em pais de alunos e pequenos delitos. Quando as atividades do Veronica a puseram em probabilidades com o contato social, isso a ajudou a fazer amigos e aliados no Neptune High. Também cometeu muitos atos ilegais no curso de fazer seu trabalho de detetive, conduzindo muitos a questionar abertamente as conseqüências morais de sua vingança ao status elevado de Neptune.

##### Dons de Veronica
- Detetive
- Fotógrafa
- Mentirosa e detectora de mentriras
- Grande experiência com o Adobe Photoshop
- Imitar vozes diferentes
- Criar falsos documentos

##### Curiosidades
- Amanda Seyfried e Alona Tal, Lilly Kane e Meg Manning, respectivamente, também fizeram testes para a personagem, porém Kristen Bell venceu.
- O criador, Rob Thomas, gostou tanto de Alona, que criou uma personagem para ela, a Meg.
- As cadeiras de Veronica na faculdade são criminologia.
- Os filmes favoritos de Veronica são:The Big Lebowski, The Virgin Suicides, The Outsiders, Say Anything, South Park: Bigger, Longer & Uncut, Chinatown e Blazing Saddles.
- Os programas favoritos de Veronica são:The Office, The Simpsons, Extreme Makeover: Home Edition e Scooby Doo.
- Veronica tirou um 95 em seu teste de detetive.

##### Frases de Veronica
- "Esta é minha escola, se você está aqui, seus pais são milionários ou trabalham para eles. Neptune,Califórnia, uma cidade sem uma classe média."
- "A vida é uma droga, até você morrer."
- "Veronica Mars, ela é um marshmallow."
- "Se eu morrer inesperadamente, me faça um favor. Vá a Oprah e diga ao mundo que eu amava gatos."
- "O herói é esse que permanece. E o bandido é esse que racha."
- "Estou cansada de não ter dinheiro.Eu seria a melhor pessoa rica. Sério."
- "Você pode tirar a pessoa do lixo, mas não pode tirar o lixo da pessoa."

### Outros
- Wallace Fennel - Percy Daggs III - É o melhor amigo de Veronica, e a ajuda a solucionar alguns mistérios. Por vezes dá a entender que ele cansa-se um bocado de andar sempre a fazer favores a Veronica, maior parte deles arranjar processos dos alunos do liceu, mas tem uma grande amizade com ela, principalmente por ter sido ela quem o tirou do poste no qual foi amarrado por Eli "Weevil" Navarro e sua gangue. Wallace tem 19 anos e é do signo de Sagitário. Sua cidade natal é Chicago, Illinois.Ele vive com sua mãe solteira e seu irmão. Suas bandas favoritas são:  Tupac, Jay Z, Fugees, OutKast e Miles Davis. Seus filmes favoritos são: Hoop Dreams, Apollo 13, Hotel Rwanda e Life. Bom jogador de basquete, é espião amador, recolhedor de contatos e trabalha com equipamentos.
- Logan Echolls - Jason Dohring - Logan Echolls é um personagem fictício da série de televisão Veronica Mars. É interpretado pelo ator Jason Dohring.

Filho de dois atores famosos, sente-se rejeitado pelos pais e acaba virando um adolescente sarcástico e revoltado. Era namorado de Lilly Kane e se vira contra Veronica quando a namorada é morta. Mas os dois acabam se apaixonando e vivem uma conturbada relação.
Logan é filho do assassino de sua própria ex-namorada, o milionário Aaron Echolls, que tinha um caso com a garota.
Logan apareceu em todos os episódios, exceto nos episódios 8,9,11 e 16 da primeira temporada.
Logan foi namorado de Lilly Kane até sua morte. Depois, quando precisou de ajuda, recorreu a Veronica, e acabou se apaixonando pela garota. Depois de um relacionamento conturbado,os dois terminaram. Logan se envolveu também com Kendall Casablancas na segunda temporada. Voltou com Veronica, mas aí o relacionamento também não funcionou desta vez, e ele namorou com Parker Lee por um tempo.
Logan faz provavelmente anos em Abril.
- Dick Casablancas - Ryan Hansen - É filho de Richard Casablancas e Betina Casablancas. Tem uma madrasta, Kendall Casablancas e um irmão, Cassidy Casablancas. Entrou para o elenco regular da série somente na segunda temporada, apesar de participar desde o segundo episódio da primeira temporada, porém com importância menor.
- Cindy "Mac" Mackenzie - Tina Majorino - Mac é um génio em computadores, muito inteligente e também ajuda Veronica em alguns casos, nomeadamente quando Duncan Kane desapareceu. Há um episódio em que o cacifo de Mac é revistado e para recuperar o que lhe tinha sido confiscado por Mr. Clemmens é obrigada a ir ao Baile com o filho deste. Mac tem madeixas e inventou o teste da pureza, com o qual fez fortuna e comprou um carro novo. Muitos alunos do liceu fizeram este teste, menos Veronica e Meg, esses testes foram feitos por inimigas delas. O teste de Meg foi divulgado por uma inimiga sua, portanto contratou Veronica para descobrir quem tinha divulgado o seu teste, nascendo assim a sua amizade.
- Eli "Weevil" Navarro - Francis Capra - Eli foi líder da gangue de motoqueiros de Neptune.

É um grande amigo e aliado de Veronica. Eli apareceu 27 episódios dos 64 apresentados.
A relação entre com Veronica Mars é extremamente amigável, apesar de não se darem tão bem no início da série. Nunca se deu muito bem com Logan Echolls, porém tem uma forte ligação com ele por causa de Veronica. Weevil prendeu Wallace Fennel no poste no episódio piloto, após Wallace dedurar que motoqueiros estariam roubando na loja q ele trabalhava.
- Keith Mars - Enrico Colantoni - É pai de Veronica, personagem principal do seriado. É interpretado pelo ator Enrico Colantoni. Keith tem 47 anos, é divorciado (foi casado com Lianne Mars), é detetive particular e ex-xerife de Neptune. Foi despedido porque acusou a pessoa errada, Jake Kane, aquando do homicídio de Lilly Kane. É um detective muito divertido, e ainda algumas pessoas na cidade adoram-no, o que dá muito jeito a Veronica.
- Xerife Don Lamb - Michael Muhney - O Xerife não é muito amado por Veronica. Quando quer gozar com as pessoas ou está irritado com elas, diz-lhes para irem ao poço dos desejos. A Veronica foi dito para ir ao poço dos desejos e pedir uma espinha dorsal. A Wallace Don Lamb disse para ir ao poço dos desejos e pedir um pouco de coragem.
- Stosh "Piz" Piznarski - Chris Lowell (3ª Temporada) - Piz é colega de quarto de Wallace na Universidade Hearst. Tem 19 ano, é do signo de Libra e sua cidade natal é Beaverton, Oregon. Piz tem seu próprio programa de rádio. Veronica é introduzida primeiramente a Piz quando lhe ajuda descobrir quem tinha roubado seus pertences porque era primeiro se mover em seu quarto do dormitório no primeiro episodio da terceira temporada, "Welcome Wagon". Desde então, parece ter desenvolvido um afeição profunda com ela, que não parece retornar mas ter começada a observar. Parker Lee mostraa momentaneamente o interesse nele, mas o esquece porque ele “não era seu tipo”.
- Parker Lee - Julie Gonzalo (3ª Temporada) - Colega de quarto de Mac na universidade, acaba se tornando próxima de Veronica. É uma das vítimas do estuprador do campus e, traumatizada, resolve largar a faculdade até que Mac a convencem do contrário. Assim, torna-se amiga das duas e passa a fazer parte da turma da protagonista na terceira temporada.

É interpretada pela atriz Julie Gonzalo.
- Jackie Cook - Tessa Thompson (2ª Temporada)
- Duncan Kane - Teddy Dunn (1ª e 2ª Temporadas) - Duncan é um personagem regular nas duas primeiras temporadas. Seu pai é o milionário Jake Kane,e sua mãe, Celeste Kane. Sua irmã foi assassinada, é Lilly Kane. Seu melhor amigo é Logan Echolls. Já namorou com Veronica. Duncan já pensou que era irmão de Veronica, causa que acabou com o namoro. Ficou muito perturbado com o homicídio da irmã, tem epilepsia grau IV e é medicado.
- Cassidy "Beaver" Casablancas - Kyle Gallner) (1ª e 2ª Temporadas)
- Mallory Dent - Sydney Tamiia Poitier (1ª Temporada) - Esta é a professora do jornal "Neptune Navigator", para onde Veronica foi recomendada por uma professora. Ao princípio todos achavam que Veronica tinha ido lá parar por causa de Duncan.

### Elenco Recorrente
- Mindy O'Dell - Jaime Ray Newman (3ª Temporada)
- Kendall Casablancas - Charisma Carpenter (2ª e 3ª Temporadas)
- Richard "Big Dick" Casablancas - David Starzyk (2ª Temporada)
- Alicia Fennel - Erica Gimpel (1ª e 2ª Temporadas)
- Trina Echolls - Alyson Hannigan (1ª e 2ª Temporadas)
- Celeste Kane - Lisa Thornhill (1ª e 2ª Temporadas)
- Aaron Echolls - Harry Hamlin (1ª e 2ª Temporadas)
- Lianne Mars - Corinne Bohrer (1ª Temporada)
- Lynn Echolls - Lisa Rinna (1ª Temporada)
- Lilly Kane - Amanda Seyfried (1ª Temporada)
- Jake Kane - Kyle Secor (1ª Temporada)

### Departamento de Polícia de Neptune
- Sacks - Brandon Hillock
- Leo D'Amato - Max Greenfield (1ª, 2ª e 3ª Temporadas)
- Inga - Seraina Jaqueline (1ª Temporada)

### Moradores de Neptune
- Cliff McCormack - Daran Norris
- Vinnie Van Lowe - Ken Marino
- Liam Fitzpatrick - Rodney Rowland (2ª e 3ª Temporadas)
- Woody Goodman - Steve Guttenberg (2ª Temporada)
- Terrence Cook - Jeffrey D. Sams (2ª Temporada)
- Gia Goodman - Krysten Ritter (2ª Temporada)
- Dr. Tom Griffith - Rick Peters (2ª Temporada)
- Molly Fitzpatrick - Annie Campbell (2ª Temporada)
- David "Curly" Moran - Adam Bitterman (2ª Temporada)
- Amelia DeLongpre - Erin Chambers (1ª e 2ª Temporada)
- Clarence Weidman - Christopher B. Duncan (1ª e 2ª Temporadas)
- Abel Koontz - Christian Clemenson (1ª e 2ª Temporadas)

### Alunos de Neptune High
- Corny - Jonathan Chesner (2ª Temporada)
- Hannah Griffith - Jessy Schram (2ª Temporada)
- Vincent "Butters" Clemmons - Adam Hendershott (2ª Temporada)
- Madison Sinclair - Amanda Noret (1ª e 3ª Temporadas)
- Troy Vandegraff - Aaron Ashmore (1ª e 2ª Temporadas)
- Cervando Esparza - Maximino Arciniega (1ª e 2ª Temporadas)
- Eduardo "Thumper" Orozco - James Molina (1ª e 2ª Temporadas)
- Hector - Patrick Wolff (1ª e 2ª Temporadas)
- Marcos - Jeremy Ray Valdez (1ª e 2ª Temporadas)
- Felix Toombs - Brad Bufanda (1ª e 2ª Temporadas)
- Meg Manning - Alona Tal (1ª e 2ª Temporadas)
- Lizzie Manning - Anastasia Baranova (1ª e 2ª Temporada)
- Caitin Ford - Paris Hilton (1ª Temporada)
- Shelly Pomeroy - Melissa Hoover (1ª Temporada)
- Casey Gant - Jonathan Bennett (1ª Temporada)

### Corpo docente do Neptune High
- Principal Alan Moorehead - John Bennett Perry (2ª Temporada)
- Mr. Wu - Martin Yu (2ª Temporada)
- Mr. Pope - Michael Kostroff (2ª Temporada)
- Mrs. Murphy - Linda Castro (2ª Temporada)
- Deborah Hauser - Kari Coleman (2ª Temporada)
- Van Clemmons - Duane Daniels (1ª e 2ª Temporadas)
- Rebecca James - Paula Marshall (1ª e 2ª Temporadas)
- Mallory Dent - Sydney Tamiia Poitier (1ª Temporada)

### Alunos do Hearst College
- Moe Flater - Andrew McClain (3ª Temporada)
- Mercer Hayes - Ryan Devlin (3ª Temporada)
- Nish - Chastity Dotson (3ª Temporada)
- Tim Foyle - James Jordan (3ª Temporada)
- Claire - Krista Kalmus (3ª Temporada)
- Chip Diller - David Tom (2ª e 3ª Temporadas)

### Corpo docente do Hearst College
- Professor Hank Landry - Patrick Fabian (3ª Temporada)
- Professor David Winkler - (Michael B. Silver (3ª Temporada)
- Cyrus O'Dell - Ed Begley Jr. (3ª Temporada)